# Chanel No. 5

Sticluța de parfum Chanel No. 5.

Chanel No.5 este primul parfum lansat de designerul francez Gabrielle „Coco” Chanel.

## Istoric
Creat de casa de design Chanel în anul 1921, Chanel No.5 este clasificat ca un parfum rafinat, ușor și floral. Această esență feminină deține un amestec de flori moderne și note echilibrate. Notele de vârf provin din ylang ylang și neroli (al cărui miros seamănă cu cel de portocală), iar cele intermediare sunt extrase din trandafiri și iasomie. Notele de bază sunt cele care fac diferența majoră, împrumutând forța aromelor de lemn de santal și vanilie. 
Chanel No.5 este, prin excelență, simbol al feminității: un miros tulburător, frumos și de nedefinit, atemporal și misterios, sofisticat, elegant și mângâietor. Atribut abstract al frumuseții, el retrăiește emoția, fiorul pe care îl degajă pielea încălzită de soarele de vară toridă sau mângâierea de mătase a unei nopți fierbinți. Se spune că este parfumul care poate fi purtat oriunde, oricând. Coco Chanel și-a dorit o notă care să reprezinte femeia, iar atunci când designerul de parfumuri, Ernest Beaux, care lucrase ca parfumier pentru țarii Rusiei, i-a prezentat acesteia o compoziție de 5 arome, alegerea a fost mai mult decât simplă. Cât despre nume, întâmplător sau nu, numărul preferat al designerului de modă era 5. 
Când Ernest a întrebat-o ce nume va purta parfumul, aceasta i-a răspuns că va fi pur și simplu Chanel No.5, pentru că îl va lansa pe 5 mai, în speranța că această coincidență îi va purta noroc. După cum s-a văzut mai târziu, Chanel No.5 a fost un succes imens.

## Forma sticlei
Primul model al sticluței a fost realizat chiar de Chanel, creând o schiță foarte simplă, care să se remarce tocmai prin liniile clasice. Coco Chanel l-a ales ca producător și distribuitor al parfumurilor sale pe Pierre Wertheimer, un celebru om de afaceri și proprietar al Companiei Bourjois. Există o legendă, o poveste, despre faptul că madame Coco Chanel a creat forma primei sticle de parfum Chanel No.5 după cea a locului în care și-a trăit viața - Place Vendome din Franța. Primul parfum abstract glamouros, Chanel No.5 este mereu la modă și nu se supune selecției tendințelor de sezon, pentru că, mereu actual, este deasupra lor.

## Imaginea Chanel
Actrița Nicole Kidman a fost aleasă pentru a întruchipa noua imagine a faimosului parfum Chanel No.5, în cadrul campaniei publicitare din 2004, a anunțat Casa Chanel. Nicole Kidman, care este de origine australiană, deținătoarea Premiului Oscar pe 2003 pentru rolul din pelicula The Hours, a fost aleasă „pentru eleganța sa excepțională și capacitatea ei de a încarna spiritul și modernitatea Casei Chanel”, se arată într-un comunicat al firmei.  Chanel No.5, creat în 1921 este și astăzi cel mai vândut parfum din lume. Coco Chanel a fost prima persoană care a reprezentat imaginea parfumului, dar cea mai bună ambasadoare, fără contract, a parfumului a fost Marilyn Monroe care, în 1955, la întrebarea ziariștilor, ce poartă noaptea, a răspuns: „Câteva picături de Chanel No 5”.

## Spot-urile Chanel
Reclamele la acest parfum au reușit că capteze atenția de fiecare dată. Parfumul a devenit de mult un clasic, cucerește și uimește, transformând Scufița Roșie într-o zână plină de farmec și grație, fiind cu mult mai eficient decât bagheta magică. Folosirea din abundență a galbenului și auriului în aceste reclame este acela de a aduce un plus de energie și în același timp un stimulent. Prin urmare, pentru a atrage atenția și a rămâne definitiv în mentalul colectiv, parfumul vizează prin instrumentarul publicitar exact acele teritorii ideologice care îl pot transforma în punct de referință pentru recunoașterea valorizantă. 
Fiind o marcă destinată femeilor, Chanel a încercat să ofere prin imaginea publicitară, nu atât un instrumentar de lucru, cât mai ales o ideologie creativă. Indiferent de perioada de expunere, campaniile acestei case de modă s-au adresat unei femei complet independente, sigură pe atributele sale, știind să își speculeze sexualitatea pentru a atrage centrul de atenție asupra propriei personalități. Spotul reușește să inspire veselie și bucuria de a trăi.